# Кондове
Кондове (итал. Condove) је насеље у Италији у округу Торино, региону Пијемонт.
Према процени из 2011. у насељу је живело 4057 становника. Насеље се налази на надморској висини од 386 м.

## Становништво
| 1936. | 1951. | 1961. | 1971. | 1981. | 1991. | 2001. | 2011. |
| ----- | ----- | ----- | ----- | ----- | ----- | ----- | ----- |
| 5.486 | 5.302 | 4.597 | 4.464 | 4.444 | 4.258 | 4.380 | 4.670 |